# مدل اطلاعات

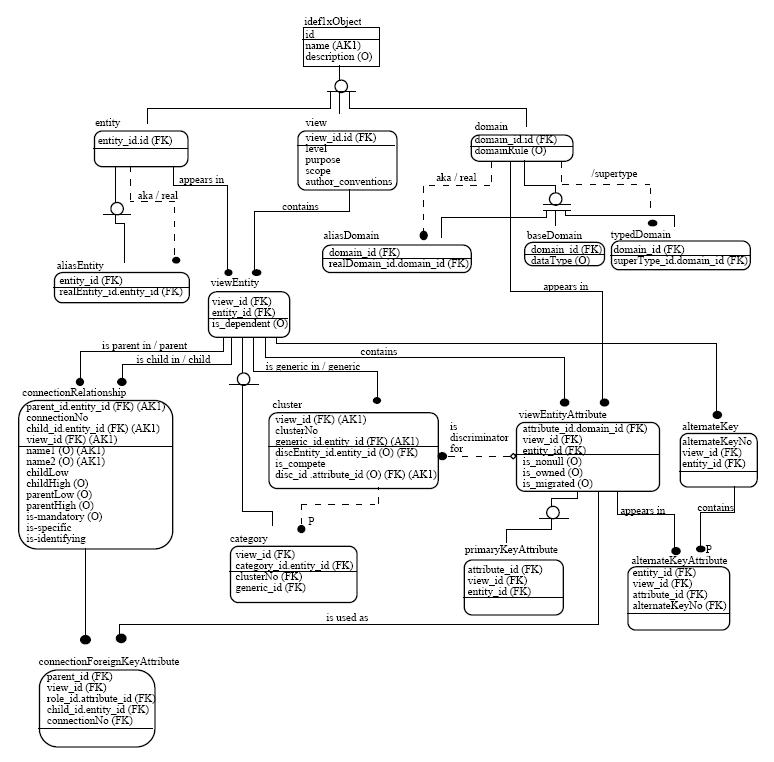
نمودار IDEF1X نمونه‌ای از مدل‌های اطلاعات

مدل اطلاعات (انگلیسی: Information model) یا مدل‌سازی اطلاعات، در مهندسی نرم‌افزار به بازنمایی مفاهیم و روابط، محدودیت‌ها، قوانین و عملیاتی گفته می‌شود، که برای مشخص کردن معانی داده‌ها، مورد استفاده قرار می‌گیرد. به‌طور معمول مدل اطلاعات، روابط میان چیزهای مختلف را مشخص می‌کند و می‌تواند ساختار قابل تفکیک، پایدار و سازمان یافته‌ای از الزامات یا دانش اطلاعاتی را فراهم نماید. اصطلاح مدل اطلاعات به‌طور کلی برای مدل‌های حقیقی از قبیل تأسیسات، ساختمان‌ها و تجهیزات فرایندی، مورد استفاده قرار می‌گیرد، که تلفیقی از یک مدل، با داده‌ها و مستندات مربوط به تسهیلات مدل‌شده می‌باشد. در زمینه مدل‌سازی داده‌ها، یک مدل اطلاعات اغلب شامل نمایشی انتزاعی از انواع موجودیت‌ها می‌باشد، که خصوصیات، روابط و عملکردهای انجام شده بر روی آنها را در بر می‌گیرد. شناخته‌شده‌ترین نمونه‌های مدل‌های اطلاعاتی، مدل اطلاعات ساختمان و مدل اطلاعات سیستم می‌باشد.